# Meta Forkel-Liebeskind
Meta Forkel-Liebeskind (22 de febrero de 1765-1853) fue una escritora y traductora alemana. Fue una de las llamadas Universitätsmamsellen, un grupo de cinco mujeres muy activas y de gran trayectoria académica durante los siglos XVIII y XIX, hijas de académicos de la Universidad de Göttingen. Junto a Forkel-Liebeskind, figuran Philippine Engelhard, Caroline Schelling, Therese Huber y Dorothea Schlözer.

## Biografía
Sophie Margarethe Dorothea Wedekind (Göttingen, 22 de febrero de 1765; Eichstätt, 1853) era hija del pastor y profesor de la Universidad de Göttingen Rudolph Wedekind. Fue también célebre su hermano, el doctor Georg Freiherr von Wedekind. En la familia se la llamó "Gretgen", pero ella prefería llamarse "Meta" (también una forma corta de Margaret). En el ambiente académico de la casa de sus padres, Meta recibió una educación que iba más allá de lo normal para las chicas del momento. Por su casa pasaron numerosos personajes de la época, entre otros, Georg Forster, Gottfried August Bürger, Jean Paul y Caroline Schelling.
Meta Wedekind se casó a los 16 años, el 10 de junio de 1781, con el musicólogo Johann Nikolaus Forkel, del que se separó muy pronto, hacia 1783, aunque ya con un hijo, Carl Gottlieb Forkel, nacido en 1782. Madame Forkel, como se hacía llamar, marchó a Einbeck, junto a unos familiares. En la tranquilidad rural de Einbeck escribió María, una novela en dos volúmenes publicada anónimamente en 1784. Más tarde, Meta se casó por segunda vez con el juez de la Corte de Apelación Johann Heinrich Liebeskind, adoptando el nombre de Forkel-Liebeskind.